# HMS Seal (N37)
L'HMS Seal, Pennant number N37, fu un sommergibile posamine di classe Grampus entrato in servizio nella Royal Navy, la marina militare del Regno Unito, all'inizio della seconda guerra mondiale. Seconda unità a portare il nome di HMS Seal, nel 1940 fu catturato dalla Kriegsmarine ed incorporato in servizio nel gruppo U-Boot. Fu l'unico sottomarino ad essere catturato in mare dalla Marina tedesca durante la seconda guerra mondiale.
Durante il suo servizio sotto la bandiera britannica il sottomarino ebbe come comandante Rupert Lonsdale, al suo secondo comando.

## Servizio nella Royal Navy
Prima di essere incorporato in servizio, il Seal si recò per le prove in mare a Darthmouth e Tor Bay. Il 1º giugno 1939 eseguì la prima immersione profonda superando la prova con successo; lo stesso giorno l'equipaggio ricevette la notizia dell'affondamento del sottomarino HMS Thetis affondato a causa di un portello lanciasiluri aperto, nella baia di Liverpool, anch'esso impegnato nelle prove in mare; fu una tragedia per i sommergibilisti del Seal per via del fatto che molti di loro avevano amici a bordo del Thetis. In seguito l'unità si trasferì a Gosport per i collaudi dei siluri.
Il 4 agosto il Seal intraprese la crociera con destinazione Cina per unirsi alle unità HMS Grampus e HMS Rorqual, con rotta attraverso Gibilterra, Malta ed il Canale di Suez.
Allo scoppio della seconda guerra mondiale il battello si trovò ad Aden, dove rimase per il servizio di pattugliamento per il controllo delle navi italiane, ancora non belligeranti in quel periodo, che si temeva trainassero segretamente sottomarini tedeschi. Esclusivamente per tale servizio furono destinate due pattuglie.
Il sottomarino rientrò poi in Inghilterra scortando un cacciatorpediniere danneggiato negli scontri nel Mediterraneo. In missione nel mare del Nord, effettuò un altro servizio di pattuglia nelle vicinanze di Dogger Bank e venne per la prima volta attaccato da aerei tedeschi. Il Seal si unì poi alla scorta del convoglio di rifornimento destinato alla città di Halifax, in Nuova Scozia; la traversata durò quattordici giorni.
Prima della pausa natalizia, il battello si attestò nella base inglese di Elfin, una struttura temporanea a Blyth, nel Northumberland. Venne poi organizzato un pattugliamento ordinario, in funzione della campagna norvegese, di nuovo nel mare del Nord, nel quale il sottomarino prestò il suo servizio, con base di riferimento a Rosyth. Qui, in una notte di febbraio, vennero imbarcati un certo numero di uomini armati in funzione della caccia alla petroliera tedesca Altmark. Tuttavia il Seal non partecipo' attivamente alle azioni afferenti al cosiddetto "incidente dell'Altmark", tanto che al suo rientro in patria l'ammiraglio Horton rimase perplesso in merito al sottomarino, affermando che la pulizia e l'ordine a bordo erano eccessivi per una nave impegnata in una missione di guerra. In seguito Horton si ricredette esaminando il libro di bordo ed affermò che l'equipaggio era "dannatamente buono".
All'inizio di aprile del 1940 la Germania aveva invaso la Norvegia ed il Seal operava al largo della costa norvegese. Il Comandante Lonsdale decise di penetrare, con una pericolosa ed azzardata manovra, nel fiordo di Stavanger per raggiungere il porto della città, avvalendosi del nuovo sistema ASDIC di cui era dotato il sottomarino. Nel porto erano presenti quattro navi mercantili, tutte battenti bandiere neutrali. Lonsdale richiese l'autorizzazione, che fu subito negata, per attaccare una base di idrovolanti e, con un'azione a terra, sabotare la vicina ferrovia. Non era possibile infatti utilizzare i siluri a causa dello scarso pescaggio delle navi tedesche. Il sottomarino, con l'equipaggio deluso per il mancato attacco, tornò a Rosyth, sfuggendo ad un siluramento nello stesso luogo e periodo dove era stato affondato l'HMS Thistle a causa di un analogo attacco.

## La cattura nel Kattegat

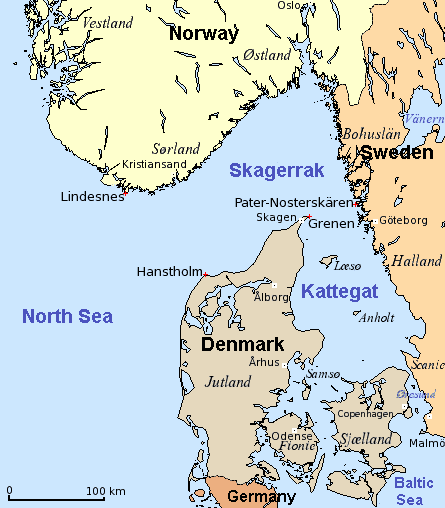
Kattegat e Skagerrak.

A causa della permanenza in mare di un anno e di un danno subìto strisciando contro una nave mercantile, il Seal necessitava di riparazioni e per tale motivo fu inviato a Chatham per essere ricoverato nel bacino di carenaggio. Tuttavia l'unità gemella HMS Cachalot era stata speronata ed aveva urgente bisogno di interventi di riparazione sostanziosi nel più attrezzato cantiere di Chatham. Pertanto il Seal venne inviato a Blyth dove fu riparato; in seguito venne assegnato all'"Operation DF7", missione per il posizionamento di uno sbarramento di mine nel Kattegat, tratto di mare situato tra Danimarca e Svezia. Per un sottomarino delle dimensioni del Seal fu un compito particolarmente arduo: il capitano Bethall tentò invano di dissuadere l'ammiraglio Horton dall'impartire l'ordine della missione.
Il 29 aprile 1940 il Seal salpò dal porto di Immingham con un carico di cinquanta mine. Entrando nello Skagerrak, incontrò l'HMS Narwhal; appena lasciato quel braccio di mare le due navi vennero intercettate da unità tedesche; per difesa il sottomarino lanciò sei siluri che colpirono tutti il loro bersaglio. Il 4 maggio, alle 2:30 circa, il Seal navigava in superficie per mantenere velocità e risparmiare carburante quando fu avvistato da un Heinkel He 115 tedesco. Si immerse rapidamente a novanta metri ma fu danneggiato leggermente da una bomba. Più tardi, nella stessa mattina, Lonsdale si accorse che alcuni pescherecci tedeschi, attrezzati per caccia anti-sommergibile, erano alla ricerca del sottomarino e dovette quindi deviare la rotta in direzione della seconda area di destinazione. Verso le 9:00 il Seal iniziò a posizionare lo sbarramento con le cinquanta mine, per terminare l'operazione circa 45 minuti più tardi.
Il sottomarino riprese poi la rotta della base, lasciando alle spalle i pescherecci tedeschi con una rotta diversiva, ed utilizzando l'ASDIC per capire quando gli stessi avrebbero interrotto la ricerca. Alle 3:00 si avvistò una pattuglia composta da nove torpediniere tedesche e venne quindi cambiata rotta. A causa della luce presente e della scarsa profondità che non consentiva ad un sottomarino delle proporzioni del Seal una fuga in immersione profonda, venne mantenuta una rotta a zig-zag per eludere i sistemi di localizzazione tedeschi; alle 6:00 il sottomarino venne fermato in immersione in prossimità del fondo. Inconsapevolmente, l'equipaggio aveva condotto l'unità in un campo minato sconosciuto. Alle 6:30 il sottomarino urtò una mina a poppa dopo averla agganciata, provocando una violenta esplosione che danneggiò gravemente il Seal.
La pressione dell'aria che aumentò violentemente fece subito capire che l'unità aveva imbarcato molta acqua. L'equipaggio, in quel momento nel locale mensa per la cena, venne catapultato nei locali adiacenti. Si stimò che il battello aveva dieci gradi di inclinazione verso l'alto. Vennero prontamente chiusi i compartimenti stagni e si riuscì a salvare due componenti dell'equipaggio rimasti intrappolati. Con sorpresa dell'equipaggio del Seal, le navi inseguitrici non avevano notato l'esplosione e si erano allontanate. Tuttavia, dopo i necessari controlli e le riparazioni si attesero le 10:30 per un tentativo di emersione. A quell'ora le cisterne di zavorra vennero vuotate ed il motore venne azionato alla massima potenza: la poppa rimase però posata sul fondo. Si proseguì quindi con il pompaggio all'esterno dell'acqua penetrata nel sottomarino e si eseguirono ulteriori riparazioni per pompare il più possibile aria verso poppa. Nonostante i vari tentativi non si riuscì a migliorare la situazione, tanto che il biossido di carbonio aumentava sempre più. All'1:10 il Comandante Lonsdale, fervente cristiano, esortò l'equipaggio a pregare. Durante un tentativo di emersione i motori si incendiarono per lo sforzo ma il fuoco si spense a causa della mancanza di ossigeno. Nel frattempo l'aria era quasi esaurita e le batterie scariche. Infine un ingegnere di bordò capì che era rimasta una certa quantità di aria sulla sinistra e che si sarebbe potuto utilizzare quella per emergere; aprendo una valvola si diede luogo finalmente alla risalita del sottomarino, che emerse alla 1:30; l'aria fresca causò dolorosi mal di testa e problemi di vista agli uomini dell'equipaggio rimasti a lungo con poco ossigeno. Dalla plancia Lonsdale avvistò terra e decise di tentare di raggiungere le acque svedesi. I documenti di bordo furono gettati in mare così come le apparecchiature dell'ASDIC, cautelativamente fatte a pezzi. Venne inviata la comunicazione all'ammiragliato che il sottomarino era diretto verso le coste svedesi. Le risposte furono "Compreso ed accettato. Buona fortuna" e "La salvezza dell'equipaggio è la priorità dopo la distruzione dell'ASDIC" ma non poterono essere decifrate a causa delle distruzione del decrittatore; se Lonsdale avesse ricevuto tali risposte avrebbe preso con meno angoscia le successive decisioni. Con il timone guasto ed il sottomarino ingovernabile, si tentò di muovere a macchine indietro, ma a causa del fango penetrato nel sistema di lubrificazione il motore grippò.
Alle 2:30 il Seal venne avvistato ed immediatamente attaccato da due Arado Ar 196 ed un altro Heinkel. Si cercò di difendersi sparando con la mitragliatrice Lewis di bordo che però si inceppò. Fu subito chiaro che, con il sottomarino impossibilitato a muoversi e numerosi feriti, l'unica possibilità era arrendersi. Fu issata bandiera bianca sull'albero del Seal, il Tenente Schmidt fermò il suo idrovolante vicino al sottomarino ed il comandante Lonsdale nuotò per raggiungerlo. L'equipaggio venne imbarcato sul peschereccio antisommergibile UJ-128 ed il Seal venne rimorchiato a Frederikshavn.
Ad ogni modo lo sbarramento di mine posato dal Seal ebbe il suo effetto: tra il 5 maggio e il 5 giugno vi affondarono tre navi: il cargo tedesco Vogesen e le navi svedesi Aimy, Torsten e Skandia, per un totale di 19.810 tonnellate di stazza lorda.

## Servizio nella Kriegsmarine
A Frederikshavn il sottomarino venne sommariamente riparato e poi trainato, per riparazioni più consistenti, presso il cantiere di Kiel. L'Ammiraglio Carls insistette per una sua completa riparazione, nonostante i costi esorbitanti: con lo stesso denaro si sarebbero potuti costruire tre U-Boot nuovi. Le attrezzature e gli armamenti erano completamente incompatibili ed inoltre non sarebbe stato possibile, ovviamente, reperire pezzi di ricambio. Ad ogni modo il ricondizionamento fu effettuato ed il sottomarino riprese il mare nella primavera del 1941 incorporato come U-Boot nella Kriegsmarine al comando del Fregattenkapitän Bruno Mahn. Mahn, che all'epoca aveva 52 anni, era il più vecchio comandante in servizio sui sottomarini tedeschi durante la seconda guerra mondiale. Fu un'operazione propagandistica; il sottomarino venne utilizzato anche come nave scuola. Venne inoltre ricostruito da Krupp l'intero apparato propulsivo, che fu montato a bordo alla fine del 1942. L'utilizzo del sottomarino fece emergere molte noie e difetti dello stesso, oltre a costi molti elevati, tanto che a metà del 1943 fu spogliato di quanto era recuperabile ed abbandonato nel cantiere di Kiel. In seguito venne colpito ed affondato durante un raid aereo alleato, lo stesso nel quale colò a picco la Hipper. L'unico valore aggiunto dell'operazione di cattura del Seal e la sua rimessa in funzione fu la scoperta che i sistemi di lancio dei siluri inglesi erano migliori di quelli tedeschi, tanto che vennero copiati ed introdotti nei sistemi della marina tedesca.

## Equipaggio
I componenti dell'equipaggio vennero sottoposti ad interrogatori di routine da parte dei tedeschi in un clima di rispetto reciproco. Ufficiali e marinai comuni furono separati e tenuti prigionieri di guerra in vari campi di detenzione fino al 1945. Quando fu messo in servizio, il sottomarino era stato adottato dagli abitanti del paese di Seal, nel Kent, cosicché l'equipaggio ricevette sostegno dagli abitanti del paese durante la prigionia.
Due componenti dell'equipaggio riuscirono a fuggire. Inizialmente, l'equipaggio era internato presso lo Stalag XX A di Toruń, in Polonia; durante una rivolta di massa, il sottufficiale Barnes riuscì, insieme ad un soldato, a mettersi in contatto con la resistenza polacca. Si mossero in direzione della frontiera russa, dove però non furono capite le loro intenzioni, cosicché vennero derubati dalle guardie di frontiera e abbandonati al loro destino. Il soldato riuscì a rientrare a casa, mentre di Barnes non si seppe più nulla.
Uno degli ingegneri di bordo, Don "Tubby" Lister, riuscì a fuggire molte volte e venne sempre catturato, finché non fu destinato all'Oflag nel Castello di Colditz. Essendo molto difficile evadere da quell'oflag, Lister e un altro ERA (Engine Room Artificer), W. E. "Wally" Hammond, sopravvissuto all'affondamento dell'HMS Shark, insistettero per essere trasferiti in quanto non ufficiali (gli oflag erano riservati agli ufficiali). Vennero pertanto trasferiti in un altro campo ove riuscirono a fuggire alla fine del 1942, intraprendendo poi un lungo viaggio fino in Svizzera, riuscendo da lì a tornare a casa.
Il tenente Trevor Beet fu determinato nel compiere il suo dovere fino in fondo e quindi tentò in tutti i modi di darsi alla fuga. Dopo tre tentativi falliti fu trasferito a Colditz ove rimase fino alla fine della guerra.
Quasi tutti gli ufficiali ed i sottufficiali del Seal furono internati nei Marlag ove per la maggior parte del tempo condussero un'esistenza tranquilla.
Nell'aprile 1945 le truppe alleate erano arrivate a 24 chilometri dal campo, a Brema. I tedeschi organizzarono quindi una marcia di trasferimento dei prigionieri in direzione di Lubecca; durante la marcia vennero attaccati dagli Spitfire alleati. Tuttavia, dopo una breve permanenza a Lubecca vennero liberati.
Tutto l'equipaggio riuscì a rientrare a casa, a parte Barnes e Able Seaman Smith, scomparso in mare durante l'attacco tedesco prima della cattura del sottomarino.
Il comandante Lonsdale fu l'unico capitano inglese a cedere la sua nave al nemico durante la seconda guerra mondiale; insieme al tenente Trevor Beet venne inevitabilmente processato dalla corte marziale nel 1946. Entrambi vennero comunque assolti con onore.